# Elizabeth Perkins
Elizabeth Ann Perkins (Queens, 1960. november 18. –) Golden Globe- és Primetime Emmy-díjra jelölt görög származású amerikai színésznő.
Fontosabb szereplései voltak a Mi történt az éjjel? (1986), a Segítség, felnőttem! (1988), az Avalon (1990) és a Mondom vagy mondod (1991) című filmekben. Az 1994-es A Flintstone család című vígjátékban Kovakövi Vilmát formálta meg, 1996-ban a Csoda New Yorkban című vígjáték-drámában kapott főszerepet. 
A Nancy ül a fűben című televíziós sorozatban öt évadon keresztül alakította Celia Hodest. Női mellékszereplő kategóriában több alkalommal Golden Globe- és Primetime Emmy-díjakra jelölték.

## Filmográfia

### Film
| Év   | Magyar cím                                     | Eredeti cím                         | Szerep                                  | Magyar hang       |
| ---- | ---------------------------------------------- | ----------------------------------- | --------------------------------------- | ----------------- |
| 1986 | Mi történt az éjjel?                           | About Last Night                    | Joan                                    | Hegyi Barbara     |
| 1987 | Az ügyvéd, aki szelet vetett és sikert aratott | From the Hip                        | Jo Ann                                  |                   |
| 1988 | Segítség, felnőttem!                           | Big                                 | Susan Lawrence                          | Kiss Erika        |
| 1988 | Amerikai négyes                                | Sweet Hearts Dance                  | Adie Nims                               | Fazekas Zsuzsa    |
| 1990 | Az élvhajhász                                  | Love at Large                       | Stella Wynkowski                        |                   |
| 1990 | Csak a holttestén keresztül                    | Enid Is Sleeping                    | June                                    |                   |
| 1990 |                                                | Avalon                              | Ann Kaye                                |                   |
| 1991 | Mondom vagy mondod                             | He Said, She Said                   | Lorie Bryer                             | Farkasinszky Edit |
| 1991 | A doktor                                       | The Doctor                          | June Ellis                              | Györgyi Anna      |
| 1993 | Indián nyár                                    | Indian Summer                       | Jennifer Morton                         |                   |
| 1994 | A Flintstone család                            | The Flintstones                     | Kovakövi Vilma                          | Borbás Gabi       |
| 1994 | Csoda New Yorkban                              | Miracle on 34th Street              | Dorey Walker                            | Tóth Enikő        |
| 1995 | Holdfény és Valentino (A Hold színei)          | Moonlight and Valentino             | Rebecca Trager Lott                     | Kubik Anna        |
| 1995 | Holdfény és Valentino (A Hold színei)          | Moonlight and Valentino             | Rebecca Trager Lott                     | Tóth Enikő        |
| 1995 | Holdfény és Valentino (A Hold színei)          | Moonlight and Valentino             | Rebecca Trager Lott                     | Pápai Erika       |
| 1995 | Holdfény és Valentino (A Hold színei)          | Moonlight and Valentino             | Rebecca Trager Lott                     | Sipos Eszter Anna |
| 1997 |                                                | Lesser Prophets                     | Susan                                   |                   |
| 1998 |                                                | I’m Losing You                      | Aubrey Wicker                           |                   |
| 1999 | Tűzforró Alabama                               | Crazy in Alabama                    | Joan Blake                              | Andresz Kati      |
| 2000 | 28 nap                                         | 28 Days                             | Lily Cummings                           | Incze Ildikó      |
| 2001 | Kutyák és macskák                              | Cats & Dogs                         | Mrs. Caroline Brody                     |                   |
| 2002 | A tizenhetes csapdája                          | All I Want (Try Seventeen)          | Blanche                                 | Kökényessy Ági    |
| 2003 | Némó nyomában                                  | Finding Nemo                        | Korál (hangja)                          | Götz Anna         |
| 2004 |                                                | Gilded Stones (rövidfilm)           | Polly                                   |                   |
| 2004 | Beszélj!                                       | Speak                               | Joyce Sordino                           | Csere Ágnes       |
| 2004 | Diliwood                                       | Jiminy Glick in Lalawood            | Miranda Coolidge                        |                   |
| 2005 | A kör 2.                                       | The Ring Two                        | Dr. Emma Temple                         | Fehér Anna        |
| 2005 | Mint alma a fájától                            | The Thing About My Folks            | Rachel Kleinman                         |                   |
| 2005 | Kutyátlanok kíméljenek                         | Must Love Dogs                      | Carol Nolan                             | Fehér Anna        |
| 2005 | Kegyetlen faj                                  | Fierce People                       | Mrs. Langley                            | Bertalan Ágnes    |
| 2005 | Rebellisek                                     | Kids in America                     | Sondra Carmichael                       |                   |
| 2011 | Hopp                                           | Hop                                 | Bonnie O'Hare                           | Györgyi Anna      |
| 2016 | Szellemirtók                                   | Ghostbusters                        | Phyllis Adler (stáblistán nem szerepel) | Borbás Gabi       |
| 2021 | My Little Pony: Az új nemzedék                 | My Little Pony: A New Generation    | Phyllis (hangja)                        |                   |
| 2023 | Pókember: A pókverzumon át                     | Spider-Man: Across the Spider-Verse | May néni (hangja)                       |                   |
| 2025 | Még egy kis szívesség                          | Another Simple Favor                | Margaret McLanden                       | Szórádi Erika     |

### Televízió
| Év        | Magyar cím                                 | Eredeti cím                                               | Szerep                                      | Megjegyzések                                           |
| --------- | ------------------------------------------ | --------------------------------------------------------- | ------------------------------------------- | ------------------------------------------------------ |
| 1993      |                                            | For Their Own Good                                        | Sally Wheeler                               | tévéfilm                                               |
| 1997      | A klónok eljövetele                        | Cloned                                                    | Skye Weston                                 | tévéfilm                                               |
| 1997      |                                            | Rescuers: Stories of Courage: Two Women                   | Gertruda Babilinska                         | tévéfilm                                               |
| 1998      | A végtelen szerelmesei – Az Apolló-program | From the Earth to the Moon                                | Marilyn Lovell                              | minisorozat (1 epizód)                                 |
| 2000      | Ha a falak beszélni tudnának 2.            | If These Walls Could Talk 2                               | Alice Hedley                                | tévéfilm                                               |
| 2000      |                                            | Battery Park                                              | Madeline Dunleavy százados                  | 6 epizód                                               |
| 2001      | Amit a lányoknak tudniuk kell              | What Girls Learn                                          | Mama                                        | - tévéfilm - magyar hangja: - Vándor Éva - Kovács Nóra |
| 2002      | Egymásra utalva                            | My Sister's Keeper                                        | Judy Chapman                                | tévéfilm                                               |
| 2002–2004 | Texas királyai                             | King of the Hill                                          | Jan Shaw / Mrs. Ashmore / Sherilyn (hangja) | 3 epizód                                               |
| 2005      | Herkules                                   | Hercules                                                  | Alkméné                                     | - 2 epizód - magyar hangja: - Kovács Nóra              |
| 2005–2009 | Nancy ül a fűben                           | Weeds                                                     | Celia Hodes                                 | 63 epizód                                              |
| 2009      | Monk – A flúgos nyomozó                    | Monk                                                      | Christine Rapp                              | 1 epizód                                               |
| 2011      |                                            | Vince Uncensored                                          | Janet Donohue                               | tévéfilm                                               |
| 2011      | A főnök                                    | The Closer                                                | Gail Meyers                                 | 1 epizód                                               |
| 2013      |                                            | How to Live with Your Parents (For the Rest of Your Life) | Elaine Green                                | 13 epizód                                              |
| 2014      | Gordon Ramsay – A pokol konyhája           | Hell’s Kitchen                                            | önmaga                                      | 1 epizód                                               |
| 2014      | Hogyan ússzunk meg egy gyilkosságot?       | How to Get Away with Murder                               | Marren Trudeau                              | 1 epizód                                               |
| 2014      |                                            | One Child                                                 | Katherine Ashley                            | 3 epizód                                               |
| 2017      | Félig üres                                 | Curb Your Enthusiasm                                      | Marilyn                                     | 2 epizód                                               |
| 2017–2019 | GLOW                                       | GLOW                                                      | Birdie                                      | 2 epizód                                               |
| 2017–2020 | Rólunk szól                                | This Is Us                                                | Janet Malone                                | 5 epizód                                               |
| 2018      | Éles tárgyak                               | Sharp Objects                                             | Jackie O'Neill                              | - 8 epizód - magyar hangja: - Fehér Anna               |
| 2019      |                                            | Corporate                                                 | könyvelő                                    | 1 epizód                                               |
| 2019–2020 |                                            | Truth Be Told                                             | Melanie Cave                                | főszereplő (8 epizód)                                  |
| 2019–2021 |                                            | The Moodys                                                | Ann Moody                                   | főszereplő (14 epizód)                                 |
| 2022      | Barry                                      | Barry                                                     | Diane Villa                                 | 1 epizód                                               |

## Fontosabb díjak és jelölések
| Díj                     | Kategória                                                           | Év   | Jelölt mű        | Eredmény |
| ----------------------- | ------------------------------------------------------------------- | ---- | ---------------- | -------- |
| Golden Globe-díj        | - legjobb női mellékszereplő - (sorozat, minisorozat vagy tévéfilm) | 2006 | Nancy ül a fűben | Jelölve  |
| Golden Globe-díj        | - legjobb női mellékszereplő - (sorozat, minisorozat vagy tévéfilm) | 2007 | Nancy ül a fűben | Jelölve  |
| Primetime Emmy-díj      | legjobb női mellékszereplő (vígjátéksorozat)                        | 2006 | Nancy ül a fűben | Jelölve  |
| Primetime Emmy-díj      | legjobb női mellékszereplő (vígjátéksorozat)                        | 2007 | Nancy ül a fűben | Jelölve  |
| Primetime Emmy-díj      | legjobb női mellékszereplő (vígjátéksorozat)                        | 2009 | Nancy ül a fűben | Jelölve  |
| Screen Actors Guild-díj | legjobb szereplőgárda (vígjátéksorozat)                             | 2007 | Nancy ül a fűben | Jelölve  |
| Screen Actors Guild-díj | legjobb szereplőgárda (vígjátéksorozat)                             | 2009 | Nancy ül a fűben | Jelölve  |

## Fordítás
- Ez a szócikk részben vagy egészben  az   Elizabeth Perkins című angol Wikipédia-szócikk fordításán alapul.  Az eredeti cikk szerkesztőit annak laptörténete sorolja fel. Ez a jelzés csupán a megfogalmazás eredetét és a szerzői jogokat jelzi, nem szolgál a cikkben szereplő információk forrásmegjelöléseként.